# The Sad Sack
The Sad Sack este un film de comedie american din 1958 regizat de George Marshall. În rourile prinipale joacă actorii Jerry Lewis și Peter Lorre.

## Distribuție
- Jerry Lewis: Pvt. Bixby
- Phllis Kirk: Maj. Shelton
- Peter Lorre: Abdoul
- Liliane Monteveccni: Zita
- David Wayne: Corp. Dolan
- Joe Mantell: Pvt. Wenaslavsky
- Gene Evans: Sgt. Pulley
- Shepperd Strudwick: Maj. Vanderlip
- Mary Treen: Hansen